# Sage War Cemetery
De Sage War Cemetery is een begraafplaats in de gemeente Großenkneten in de Landkreis Oldenburg in de Duitse deelstaat Nedersaksen.
Op de begraafplaats bevinden zich 971 graven van slachtoffers van de Tweede Wereldoorlog die worden onderhouden door de Commonwealth War Graves Commission.